# Pelidnota kirschi
Pelidnota kirschi är en skalbaggsart som beskrevs av Bates 1904. Pelidnota kirschi ingår i släktet Pelidnota och familjen Rutelidae. Utöver nominatformen finns också underarten P. k. tenuistriata.